# Tōma Kamijō
Tōma Kamijō (上条 当麻?, Kamijō Tōma) è un personaggio immaginario e protagonista maschile della serie di light novel A Certain Magical Index e dei relativi adattamenti.

## Descrizione
(Frase tipica di Toma Kamijo)
Tōma è uno studente della Città-Studio ed è il protagonista della serie assieme ad Index e Mikoto Misaka. I suoi genitori sono Tōya e Shiina Kamijō. Egli tende a stare lontano dai guai, ma possiede un forte senso della giustizia. È uno studente intelligente e competente su certi argomenti, anche se è ancora un fallimento nei suoi studi esper. Mentre lui è un idealista per le speranze di altre persone, per ironia della sorte è cinico su se stesso, forse a causa dei suoi poteri.
La sua mano destra contiene un potere che lui chiama Imagine Breaker (幻想殺し?, Gensō-Goroshi, lett. "Distruttore dell'illusione"), un potere che nega tutta la magia, psichica o poteri divini, ma anche la sua buona fortuna (la "divina provvidenza", come definito da Index). Infatti spesso gli accadono spiacevoli eventi che lo rendono protagonista di gag assieme ad altri personaggi femminili della storia e la sua frase ricorrente è divenuta «Che sfiga!». Poiché questa capacità non può essere rilevata attraverso dei test, gli è stato attribuito il più basso grado di esper, il Level 0. A causa della natura del suo potere, non è considerato né un esper né un mago, ma piuttosto una persona normale, con una capacità unica.
Per tutta la serie cerca di vivere la sua vita normalmente, pur trovandosi di fronte molti avversari esponenti del mondo della scienza e della magia e dure battaglie al seguito. Nonostante la sua sfortuna, è riuscito a ottenere gli interessi e il cuore di molte ragazze che sono infatuate di lui.
All'inizio della storia, per salvare Index dalla necessità di resettare la sua memoria, aveva attivato il suo sistema di autoprotezione e distrutto l'incantesimo responsabile del suo sforzo mentale. Tuttavia, egli finisce per distruggere i suoi ricordi, quando entra in contatto con le Piume della Luce (光の羽?, Hikari no Hane). Anche se non si ricorda più il suo passato, sostiene che il suo cuore non ha completamente dimenticato le persone a cui tiene. Della perdita dei suoi ricordi ne sono a conoscenza solo lui e pochi altri, tra cui il suo medico (che, a insaputa di Tōma, è l'Heaven Canceler, il medico personale di Aleister), i suoi genitori (dopo aver detto la verità durante la Festa dello Sport della Città Accademica), la Terra della Sinistra (che riesce a capirlo da solo), Mikoto (che ne viene a conoscenza dopo averlo accidentalmente origliato durante una conversazione tra Tōma e Terra), Fiamma della Destra (che, dopo averlo appreso decide di inviare queste informazioni ad Index utilizzando il collegamento mentale che ha stabilito con lei tramite la modalità Penna di Giovanni) e, infine, Index.
A causa delle difficoltà che deve affrontare con i delinquenti, Tōma è un esperto combattente di strada e presenta una resistenza fuori dall'ordinario (come dimostra, per esempio, durante gli eventi dell'arco narrativo delle Sisters, quando riesce a resistere a tutti gli attacchi di Mikoto senza annullarli ed è comunque in grado di rialzarsi per combattere con Accelerator). Per affrontare espers e maghi, unisce le sue capacità di combattimento al potere dell'Imagine Breaker per sfruttare al massimo ogni apertura del nemico.
Accelerator durante gli eventi in Russia, nel momento in cui Tōma riesce a salvarsi all'ultimo istante dopo il suo attacco a sorpresa, intuisce che le tante battaglie che ha combattuto gli hanno donato una sorta di sesto senso o precognizione verso gli attacchi espers o magici e, approfittandone, inconsciamente riesce a posizionare il suo corpo e l'Imagine Breaker contenuto nella sua mano destra in modo da ridurre al minimo i danni ricevuti da se stesso e chi gli sta intorno.

## Poteri e abilità
Imagine Breaker (イマジンブレーカ?, Imajin Burēka, lett. "Rottura dell'illusione") è il potere racchiuso nella mano destra di Tōma. Esso annulla (o per meglio dire infrange) qualunque tipo di potere che non è naturale, vale a dire i poteri esper, illusori e magici. Può anche distruggere qualunque oggetto magico e manifestazioni indirette di un potere (ad esempio, un masso scagliato con la telecinesi che dovesse toccare la mano destra del ragazzo verrebbe distrutto senza danni per Tōma nonostante la sua massa ed energia). La sua origine è uno dei misteri principali della serie, dal momento che non è né una capacità Esper né una capacità magica. Nel corso della serie si accenna sul fatto che sia di origine divina secondo due membri del God's Right Seat. Fiamma crede che Imagine Breaker sia la Pietra Sacra, che detiene il potere dei miracoli, e Terra dice che la piena potenza di Immagine Breaker sia ancora da sbloccare; se Tōma lo farà, i suoi poteri si estenderanno a tutto il suo corpo e oltre. Secondo un'altra ipotesi l'origine dell'Immagine Breaker sta nel significato che rimane dietro il suo cognome "Kamijō", in quanto significa Il solo Superiore a Dio (神上?) per God's Right Seat e Il Dio che purifica (神净?) per Kaori Kanzaki e Aleister.

## Storia

### L'incontro con Mikoto Misaka
La sera del 19 luglio Tōma riconosce nella folla la esper di livello 5 Misaka Mikoto, la quale è importunata da alcuni teppisti. Per proteggere questi ultimi, Tōma si finge fratello di Mikoto e tenta di portarla via, ma i teppisti se la prendono e il ragazzo è costretto a fuggire. Mikoto li attacca con la sua abilità Elettromaster e tenta di attaccare Tōma per vendicarsi del fatto che non le ha permesso di divertirsi un po'. Tuttavia il ragazzo si protegge con la sua abilità e Mikoto gli promette che prima o poi sarebbe riuscito a sconfiggerlo. Successivamente il ragazzo verrà preso di mira dalla Railgun in varie altre occasioni.

### L'incontro con Index
In un incontro casuale, Tōma incontra una ragazza che indossa un abito da suora che pende dal balcone del suo appartamento di nome Index. Lei è una maga che possiede 103.000 libri magici proibiti chiamati Grimori nella sua mente ed è attualmente seguita da maghi malvagi. A causa dell'insistenza di Index per fargli capire che la magia esiste, Tōma distrugge accidentalmente la veste di Index, la quale serviva a proteggerla da qualsiasi minaccia. Tōma la deve quindi lasciare per recarsi a scuola, permettendole di rimanere nel suo appartamento. Index declina la sua offerta, tuttavia, in quanto metterebbe in pericolo anche lui.
Tuttavia, quando Tōma torna da scuola trova Index fuori dal suo appartamento gravemente ferita, e uno dei maghi della Chiesa di Necesarius, Stiyl Magnus, appare. Tōma affronta Stiyl e riesce a proteggersi da tutti gli incantesimi del mago con il suo Imagine Breaker, tranne Innocentius, un essere fatto di fuoco che la sua abilità non può dissipare così facilmente perché presenta una temperatura molto elevata. Index, in Modalità Penna di Giovanni, gli consiglia di distruggere le rune che permettono di utilizzare Innocentius e Tōma sfrutta ingegnosamente il sistema antincendio del palazzo per lavare l'inchiostro delle rune di Stiyl, il che gli permette di dissipare facilmente Innocentius e di colpire Stiyl.
Tōma lascia Index con la sua insegnante Komoe Tsukuyomi, in quanto non esper e unica persona che lui conosca e che possa usare la magia. Index riesce a guarire le sue ferite con l'aiuto di Komoe. Giorni dopo, Index rivela a Tōma che ricorda nulla dell'anno precedente a quando è venuta in Giappone ed inizia a parlare di un argomento che le permette di scappare. Mentre la cerca, Tōma finisce nella trappola di un altro mago, Kanzaki Kaori.
A differenza della battaglia contro Stiyl, Tōma è in svantaggio in quanto Kaori non utilizza nel combattimento sempre la magia ma una spada. Viene quindi presto sconfitto da lei e lui esige una spiegazione su quanto lei e Stiyl vogliano fare a Index. Kaori rivela a Tōma che lei e Stiyl devono cancellare i ricordi di Index i suoi ricordi temporanei: infatti lei possiede la capacità di memorizzare qualunque particolare riesca a vedere o sentire, in altre parole la Memorizzazione Perfetta, e ciò compromette la sua esistenza in quanto lei ha già memorizzati nella mente i 103.000 grimori. Tōma li rimprovera per aver ignorato i sentimenti della piccola suora, prima che cada inconscio.
Tre giorni dopo, Tōma scopre che il tempo prima che i ricordi dovessero essere cancellati sta per finire. Stiyl e Kaori danno a Tōma il tempo di dire addio a Index. Tuttavia, Touma si prende del tempo per indagare, scoprendo che la Chiesa Inglese stava mentendo a Stiyl e Kaori sulla memoria di Index, in quanto il cervello umano può riuscire ad archiviare almeno 140 anni di ricordi e non uno solo. Tōma scopre anche l'incantesimo che delimita la sopravvivenza di Index, creato per evitare che lei rivelasse i Grimori a qualche umano. Index è poi costretta ad entrare in modalità Penna di Giovanni a causa dell'incantesimo e ciò attiva il Santuario di San Giorgio, un insieme di piume che possono distruggere parte dei ricordi di chi colpiscono. Kaori e Stiyl aiutano Tōma a fermare Index, la quale usa l'attacco Soffio del Drago che, deviato dai tre, distrugge un satellite nello spazio. Tōma dissipa con successo l'incantesimo da Index, ma perde i suoi ricordi in quanto una piuma del Santuario di S. Giorgio  lo tocca sulla testa per proteggere Index.
Dopo una notte di recupero in un ospedale, Tōma racconta una bugia a Index sullo stato dei suoi ricordi e racconta al medico, che ha una faccia che ricorda quella di una rana, che lo ha curato che anche se i suoi ricordi sono spariti dalla sua mente, sono ancora nel suo cuore.

### Saga delDeep Blood
Qualche giorno dopo aver perso la memoria, Tōma incontra con i suoi amici Tsuchimikado Motoharu e Aogami Pierce in un fast food una strana ragazza vestita in abiti da sacerdotessa che, non potendo pagare il cibo che ha consumato, chiede loro dei soldi. Più tardi Index, che passeggia con Tōma, trova un gatto e decide di prendersene cura, chiamandolo Sfinge. Il gatto tuttavia scappa e quando sta per inseguirlo la suora si accorge dell'attivazione di un incantesimo e si allontana per indagare. Tōma scopre che l'incantesimo è stato attivato in realtà attivato da Stiyl, che incontra in strada senza ricordare seriamente chi sia. Questi gli chiede aiuto per salvare una ragazza della scuola Misawa Craw, diretta da Aureolus Izzard, nota come Deep Blood.
Giunti alla scuola, Tōma e Stiyl scoprono che i tredici cavalieri della Chiesa Romana Cattolica sono stati sconfitti e, entrati nell'edificio, vengono attaccati dagli studenti sotto l'incantesimo del Canto di Gregorio. La coppia viene così separata e Tōma incontra Aisa. Questi gli rivela che non agisce di sua volontà, bensì ciò è dovuto alla sua abilità naturale Deep Blood, che attira i vampiri che poi lei è costretta ad uccidere perché aggressivi. Tuttavia lei non vuole più uccidere ed è giunta alla Città Accademica per non uccidere più e si è unita ad Aureolus in quanto la sua abilità serviva a lui per salvare una persona.
Giunge quindi Aureolus che ruba a Tōma e ad Stiyl i loro ricordi da quando sono entrati nell'edificio, ma con l'Imagine Breaker Tōma annulla l'azione. I cavalieri dei tredici rimasti in piedi intonano il vero canto di Gregorio con il quale distruggono l'intero edificio, che viene tuttavia ricostruito all'istante da Aureolus grazie all'abilità Ars Magna. Tōma e il mago di Necessarius sfidano quindi Izzard che ha catturato Index, rivelando che ha lavorato per tre anni dopo non essere più stato compagno di Index (l'anno precedente fu Stiyl, mentre ora è Tōma) e liberarla dal blocco posto alla sua memoria. Tuttavia i suoi sforzi sono vani, in quanto Tōma, grazie all'abilità Imagine Breaker l'ha già salvata.
Questo fa irritare Izzard che attacca i due e Aisa, riuscendo quasi ad ucciderli. Tuttavia, in particolare grazie a Imagine Breaker, i tre riescono a sconfiggere Izzard e quindi a salvare Index. In seguito la scuola frequentata da Aisa sparisce nel nulla e di Izzard non si hanno più notizie.

### Saga delleSisters
Tōma scopre l'esistenza del progetto Level 6. Esso ha permesso la creazione di 20 000 copie della esper di Livello 5 Mikoto Misaka, con le quali il più forte esper di Livello 5 di tutta la Città Accademica, Accelerator, sarebbe potuto salire al livello 6 sconfiggendole tutte e diventare così il primo esper di Livello 6.
Infatti incontra due copie di Misaka e una di esse vengono uccise da Accelerator. Tōma cerca Mikoto per chiedere spiegazioni e scopre che lei in passato accidentalmente ha dato la sua mappa del DNA per l'uso della sperimentazione credendo che l'obiettivo fosse diverso dal quale poi divenne. I calcoli del progetto, se Tree Diagram (il più potente satellite computer della Città Accademica) fosse stato distrutto, sarebbero andati perduti e l'esperimento fallito. Tuttavia anche con l'accidentale distruzione del Tree Diagram non è cambiato nulla e, dopo aver provato a convincere Mikoto a salvare le sue "sorelle", la Railgun si arrabbia con Tōma dicendo di aver già fatto tutto quello che poteva.
Tōma alla fine la convince ed egli si avvia per battersi con Accelerator, il quale è capace di manovrare i vettori a proprio piacimento, in quanto era l'unica soluzione per compromettere l'esperimento, dal momento che normalmente è impossibile che un esper di livello 0 possa batterne uno che è quasi al livello 6.
Mikoto e Tōma riescono appena in tempo ad interrompere lo scontro tra Misaka 10032 e Accelerator; Tōma sfida Accelerator, che pensa non possa far nulla contro di lui, finché non si accorge dell'abilità di Tōma. La battaglia tra Tōma e Accelerator continua: il ragazzo di livello 0 annulla tutti gli attacchi riuscendo a dare un pugno con la mano destra al nemico, rendendosi conto che Accelerator è fisicamente debole. Mikoto e Misaka 10032 insieme a tutti gli altri cloni aiutano Tōma a fermare Accelerator e i suoi tentativi di creare una tempesta di plasma con i suoi poteri. Irritato da ciò Accelerator procede verso Tōma con il desiderio di ucciderlo toccandolo, anche se questo è anticipato da Tōma: lo scontro tra i due si conclude con la vittoria di Tōma.
Tōma finisce nuovamente nello stesso ospedale e nella stessa stanza, dove si è pagato una visita sia da 10032 Misaka e Misaka Mikoto. Questi gli dicono che l'esperimento è stato annullato e che molti dei cloni sono stati inviati per la correzione della posizione e affermando che Misaka 10032 si riunirà nuovamente. Index giunge dopo preoccupata per lui e gli chiede che cosa aveva fatto fino ad ora.

### Caduta dell'Angelo
È il 28 agosto. Tōma, costretto ad andare in vacanza da Index, si reca a casa dei suoi genitori al mare dove si incontra con loro e sua cugina. Tuttavia, sebbene abbia perso i ricordi, dalle fotografie capisce che essi appaiono differenti alla sua percezione rispetto alla realtà ad eccezione di suo padre. Nella confusione totale si rende conto che è troppo strano per trattarsi di uno scherzo; a conferma di tale idea agisce la minaccia da Misha Kreutzev, membro della Chiesa ortodossa russa, Annihilatus, che lo sospetta di essere colui che si cela dietro l'incantesimo che sta colpendo il mondo e modifica la percezione della realtà. Viene poi scagionato da Kanzaki Kaori e Tsuchimikado Motoharu, scoprendo con sua grande sorpresa che questi è una spia che lavora per Necessarius e che il vero colpevole che ha avviato l'incantesimo Caduta dell'Angelo è vicino a Tōma.

### Eventi del 31 agosto
Durante il 31 agosto, accadono due diversi eventi che vedono protagonista Tōma.
Nel primo evento si finge il fidanzato di Mikoto Misaka per proteggerla da un ragazzo che vuole mettersi con lei, Unabara Mitsuki. Tuttavia si scopre che colui che si è dichiarato è un mago di nome Etzali che ha rubato le sembianze di Mitsuki. Tōma è costretto a combattere con lui e con l'aiuto telefonico di Index riesce a batterlo. Etzali lo attacca per il fatto che Tōma abbia riunito diverse personalità di una certa influenza da entrambe le fazioni, scientifica e magica, creando quella che tra gli altri maghi è nota come fazione Kamijō. Nel finale dichiara di essere effettivamente innamorato di Mikoto e chiede a Tōma se l'avrebbe protetta, domanda a cui l'Imagine Breaker risponde affermativamente, mandando in confusione Mikoto.
Nel secondo evento, che avviene durante il tardo pomeriggio e la sera, deve fronteggiare un mago che vuole fare uso dei grimori presenti in Index.

## Notorietà e merchandising
Nelle edizioni 2011, 2017 e 2019 di Kono light novel ga sugoi! Tōma è risultato essere il personaggio maschile delle light novel preferito dal pubblico. Nel 2010 il nome "Tōma" è stato quello preferito dai votanti ad un sondaggio lanciato da Dengeki Online di ASCII Media Works per stabilire il nome maschile preferito tra quelli posseduti dai personaggi di anime e manga da usare qualora si abbia un figlio.